# 렌 블라바트니크

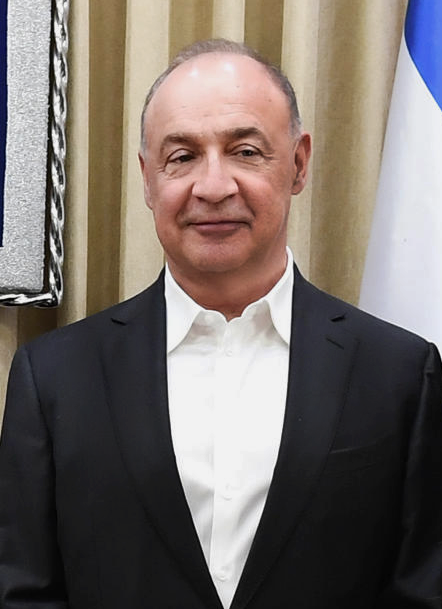

레너드 발렌티노비치 "렌" 블라바트니크(영어: Leonard Valentinovich "Len" Blavatnik, 우크라이나어: Леонід Валентинович Блаватнік 레오니드 발렌티노비치 블라바트니크[*], 러시아어: Леонид Валентинович Блаватник 레오니트 발렌티노비치 블라바트니크[*], 1957년 6월 14일 ~ )는 우크라이나 태생의 영국 사업가이자 자선가이다. 2022년 3월 현재 포브스는 그의 재산을 354억 달러로 기록하여 세계에서 20위에서 33위 사이의 부자가 되었다. 2017년 블라바트니크는 자선 활동에 대한 공로로 기사 작위를 받았다.
블라바트니크는 소련이 붕괴된 후 국유 알루미늄 및 석유 자산을 민영화하여 초기 재산을 모았다. 그는 워너 뮤직 그룹의 대부분을 소유하고 있으며 비상장 미국 회사인 액세스 인더스트리스 홀딩스(Access Industries Holdings)를 통해 여러 공개 거래 자산의 지분을 보유하고 있다. 그는 자신을 자수성가한 억만장자라고 부른다.

## 생애
블라바트니크는 1957년 오데사(당시 우크라이나 SSR 및 소련 일부)에서 유대인 가정에서 태어났다. 블라바트니크의 부모는 블라바트니크가 어렸을 때 모스크바 북쪽의 러시아 도시인 야로슬라블로 이사했다. 블라바트니크는 모스크바 주립 철도 공학 대학교에 다녔으나 가족의 이민 비자 요청으로 인해 학업을 마치지 못했다.
모스크바 주립 철도 공학 대학에서 블라바트니크는 또 다른 우크라이나 유대인인 빅토르 베켈베르크와 친한 친구가 되었다. 베켈베르크는 나중에 레노바 그룹(Renova Group)을 설립했다.
그의 가족은 1978년 소련에서 미국으로 이주했으며, 1981년 컬럼비아 대학교 공학 및 응용과학 대학에서 컴퓨터 과학 석사 학위를, 1989년 하버드 비즈니스 스쿨에서 MBA를 받았다.